# Alfred Schläppi
Pour les articles homonymes, voir Schläppi.
Alfred Schläppi, né le 30 janvier 1898 à Leysin et mort le 15 avril 1981, est un bobeur suisse et champion olympique en 1924.

## Carrière
Alfred Schläppi participe aux Jeux olympiques de 1924 à Chamonix et remporte le titre olympique en bob à quatre, avec Alfred Neveu, Eduard Scherrer et son frère Heinrich Schläppi.

## Palmarès

### Jeux Olympiques
- : médaillé d'or en bob à 4 aux JO 1924.